# کالی نت هانتر
کالی نت هانتر یک پلت فرم رایگان و منبع باز تست نفوذ تلفن همراه برای دستگاه‌های اندرویدی است که مبتنی بر لینوکس کالی است. کالی نت هانتر برای دستگاه‌های روت نشده (NetHunter Rootless), برای دستگاه‌های روت‌شده که بازیابی استاندارد دارند (NetHunter Lite)، و برای دستگاه‌های روت شده با بازیابی سفارشی که یک هسته خاص نت هانتر موجود است. ایمیج رسمی توسط Offensive Security در صفحه دانلود خود منتشر می‌شود و هر سه ماه یکبار به روز می‌شوند. ایمیج‌های نت هانتر با هسته‌های سفارشی برای محبوب‌ترین دستگاه‌های پشتیبانی شده، مانند Google Nexus، Samsung Galaxy و OnePlus منتشر می‌شوند. بسیاری از مدل‌های دیگر پشتیبانی می‌شوند و ایمیج‌هایی که توسط Offensive Security منتشر نشده‌اند، می‌توانند با استفاده از اسکریپت‌های ساخت کالی نت هانتر تولید شوند. کالی نت هانتر توسط جامعه ای از داوطلبان نگهداری می‌شود و توسط Offensive Security تأمین مالی می‌شود.

## پیشینه و تاریخچه
نسخه ۱٫۱ در ژانویه ۲۰۱۵ منتشر شد و پشتیبانی از دستگاه‌های Oneplus و طرح بندی صفحه کلید غیر انگلیسی برای حملات HID را اضافه کرد.
نسخه ۱٫۲ در می ۲۰۱۵ منتشر شد و پشتیبانی از تبلت‌های اندرویدی Nexus 9 را اضافه کرد.
نسخه ۳٫۰ در ژانویه ۲۰۱۶ پس از بازنویسی عمده برنامه، نصب کننده و چارچوب ساختار هسته منتشر شد. این نسخه همچنین از دستگاه‌های دارای اندروید مارشمالو پشتیبانی می‌کند.
نسخه ۲۰۱۹٫۲ در ماه مه ۲۰۱۹ منتشر شد و به عنوان کانتینر لینوکس کالی به kali-rolling تغییر مکان داد. برای منعکس کردن این تغییر، چرخه نسخه‌سازی و انتشار لینوکس کالی تغییر کرد. با این نسخه، تعداد دستگاه‌های اندرویدی پشتیبانی شده به بیش از ۵۰ دستگاه افزایش یافت.
نسخه ۲۰۱۹٫۳ در سپتامبر ۲۰۱۹ منتشر شد و فروشگاه App NetHunter را به عنوان مکانیزم پیش فرض برای استقرار و به روز رسانی برنامه‌ها معرفی کرد.
نسخه ۲۰۱۹٫۴ در دسامبر ۲۰۱۹ منتشر شد و "تجربه دسکتاپ Kali NetHunter" را برای اولین بار به نمایش گذاشت.
قبل از دسامبر ۲۰۱۹، Kali NetHunter فقط برای دستگاه‌های اندرویدی منتخب در دسترس بود. نصب Kali NetHunter به دستگاهی نیاز دارد که:
- روت شده‌است
- ریکاوری سفارشی دارد
- یک هسته مخصوص برای Kali NetHunter برای آن ساخته شده بود

در دسامبر ۲۰۱۹، نسخه‌های «Kali NetHunter Lite» و «Kali NetHunter Rootless» منتشر شدند تا به کاربران دستگاه‌هایی که هسته خاصی از NetHunter برای آن‌ها در دسترس نبود، و کاربران دستگاه‌هایی که روت نشده‌اند، اجازه نصب Kali NetHunter را با مجموعه‌ای کمتر از عملکردهای ممکن بدهد.
نسخه ۲۰۲۰٫۱ در ۲۸ ژانویه ۲۰۲۰ منتشر شد و ۴ ایمیج نت‌هانتر را ارائه کرد. NetHunter Rootless, NetHunter Lite, NetHunter Full.
نسخه ۲۰۲۰٫۱ در ۱۲ می ۲۰۲۰ منتشر شد و از بیش از ۱۶۰ هسته و ۶۴ دستگاه پشتیبانی می‌کرد.
نسخه ۲۰۲۰٫۳ در ۱۸ اوت ۲۰۲۰ منتشر شد و بلوتوث Arsenal را اضافه کرد (این نسخه مجموعه ای از ابزارهای بلوتوث را در برنامه Kali NetHunter با برخی از گردش‌های کاری از پیش پیکربندی شده و موارد استفاده دیگر ترکیب می‌کند. می‌توانید از آداپتور خارجی خود برای شناسایی، جعل، گوش دادن و تزریق صدا به دستگاه‌های مختلف از جمله بلندگو، هدست، ساعت یا حتی اتومبیل استفاده کنید) و از گوشی‌های Nokia 3.1 و Nokia 6.1 پشتیبانی می‌کند.
نسخه ۲۰۲۰٫۴ در ۱۸ نوامبر ۲۰۲۰ منتشر شد و منوی تنظیمات جدید NetHunter را ویرایش کرد، انتخابی از انیمیشن‌های مختلف بوت و Magisk پایدار اضافه کرد.

## امکانات
علاوه بر ابزارهای تست نفوذ موجود در لینوکس کالی دسکتاپ، NetHunter همچنین تزریق فریم بی‌سیم ۸۰۲٫۱۱، نقاط دسترسی شیطانی MANA با یک کلیک، عملکرد صفحه‌کلید HID (برای حملات مشابه Teensy) و همچنین BadUSB man-in-the- را فعال می‌کند.

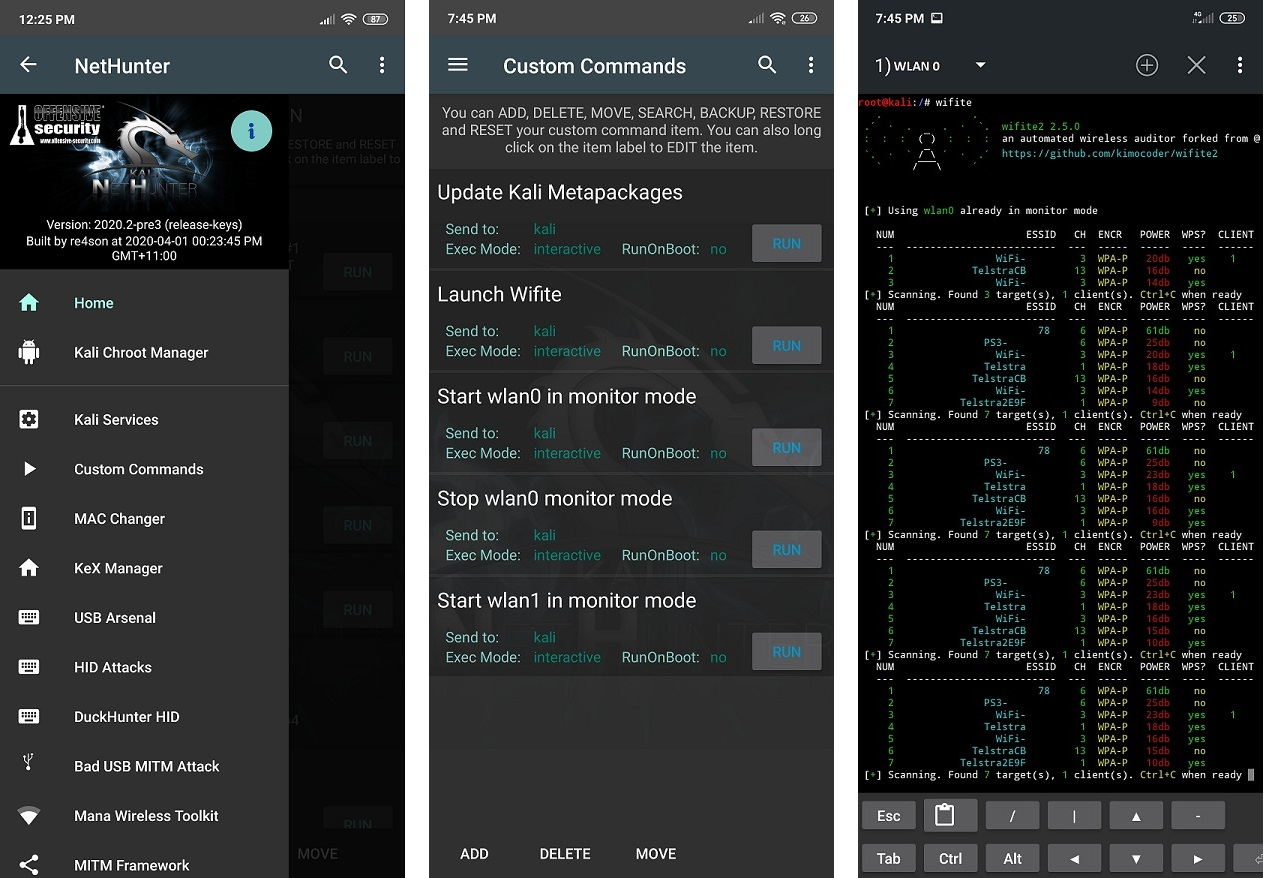
برنامه NetHunter برای حالت‌های حمله پیشرفته که یک حمله نظارت بر وای فای را با استفاده از رابط داخلی wlan0 نشان می‌دهد.

## فروشگاه برنامه NetHunter
Kali Nethunter دارای یک فروشگاه برنامه‌های کاربردی مبتنی بر یک یک نسخه از F-Droid با تله متری کاملاً حذف شده‌است. این فروشگاه حدود ۴۲ برنامه (۲۰۲۱) دارد.